# Locke & Key
Locke & Key è una serie televisiva statunitense del 2020.
Creata da Joe Hill e basata sulla sua omonima serie a fumetti Locke & Key, la serie ha debuttato su Netflix il 7 febbraio 2020.

## Trama
Tre fratelli, dopo il macabro assassinio del padre, si trasferiscono nella loro casa ancestrale in Massachusetts, solo per scoprire che la casa ha chiavi magiche che danno loro una vasta gamma di poteri e abilità. Quello che non sanno, però, è che anche un demone vuole le chiavi e non si fermerà davanti a nulla pur di ottenerle.

## Episodi
| Stagione         | Episodi | Pubblicazione USA | Pubblicazione Italia |
| ---------------- | ------- | ----------------- | -------------------- |
| Prima stagione   | 10      | 2020              | 2020                 |
| Seconda stagione | 10      | 2021              | 2021                 |
| Terza stagione   | 8       | 2022              | 2022                 |

## Personaggi e interpreti

### Personaggi principali
- Nina Locke (stagioni 1-3), interpretata da Darby Stanchfield, doppiata da Angela Brusa (stagione 1) e da Daniela Calò (stagioni 2-3).
La madre della famiglia Locke.
- Tyler Locke (stagioni 1-3), interpretato da Connor Jessup, doppiato da Davide Perino.
Il figlio più grande della famiglia Locke.
- Kinsey Locke (stagioni 1-3), interpretata da Emilia Jones, doppiata da Margherita De Risi.
La figlia di mezzo della famiglia Locke.
- Bode Locke (stagioni 1-3), interpretato da Jackson Robert Scott, doppiato da Arturo Sorino.
Il figlio più piccolo della famiglia Locke.
- Scot Cavendish (stagioni 1-2, ricorrente stagione 3), interpretato da Petrice Jones, doppiato da Alex Polidori.
Primo interesse amoroso di Kinsey.
- Dodge (stagione 1, guest star stagioni 2-3), interpretata da Laysla De Oliveira, doppiata da Domitilla D'Amico.
La principale antagonista della serie.
- Gabe (stagioni 1-2, guest star stagione 3), interpretato da Griffin Gluck, doppiato da Federico Campaiola.
Un nuovo studente della Matheson Academy e secondo interesse amoroso di Kinsey.
- Eden Hawkins (stagione 2, ricorrente stagione 1, guest star stagione 3), interpretata da Hallea Jones, doppiata da Emanuela Ionica.
La migliore amica di Jackie.
- Duncan Locke (stagione 2, ricorrente stagioni 1, 3), interpretato da Aaron Ashmore, doppiato da Gabriele Sabatini.
Il fratello minore di Rendell.
- Josh Bennett (stagioni 2-3), interpretato da Brendan Hines, doppiato da Gianfranco Miranda.
Insegnante della Matheson Academy, padre di Jamie e interesse amoroso di Nina.
- Ellie Whedon (stagione 3, ricorrente stagione 1, guest star stagione 2), interpretata da Sherri Saum, doppiata da Laura Lenghi.
Una vecchia amica di Rendell e insegnante di educazione fisica alla Matheson Academy.
- Rufus Whedon (stagione 3, ricorrente stagione 1, guest star stagione 2), interpretato da Coby Bird, doppiato da Lorenzo D'Agata.
Il figlio adottivo di Ellie e il giardiniere della Key House.
- Frederick Gideon (stagione 3, ricorrente stagione 2), interpretato da Kevin Durand, doppiato da Simone Mori. Capitano dell'Esercito Britannico durante la guerra d'indipendenza americana.

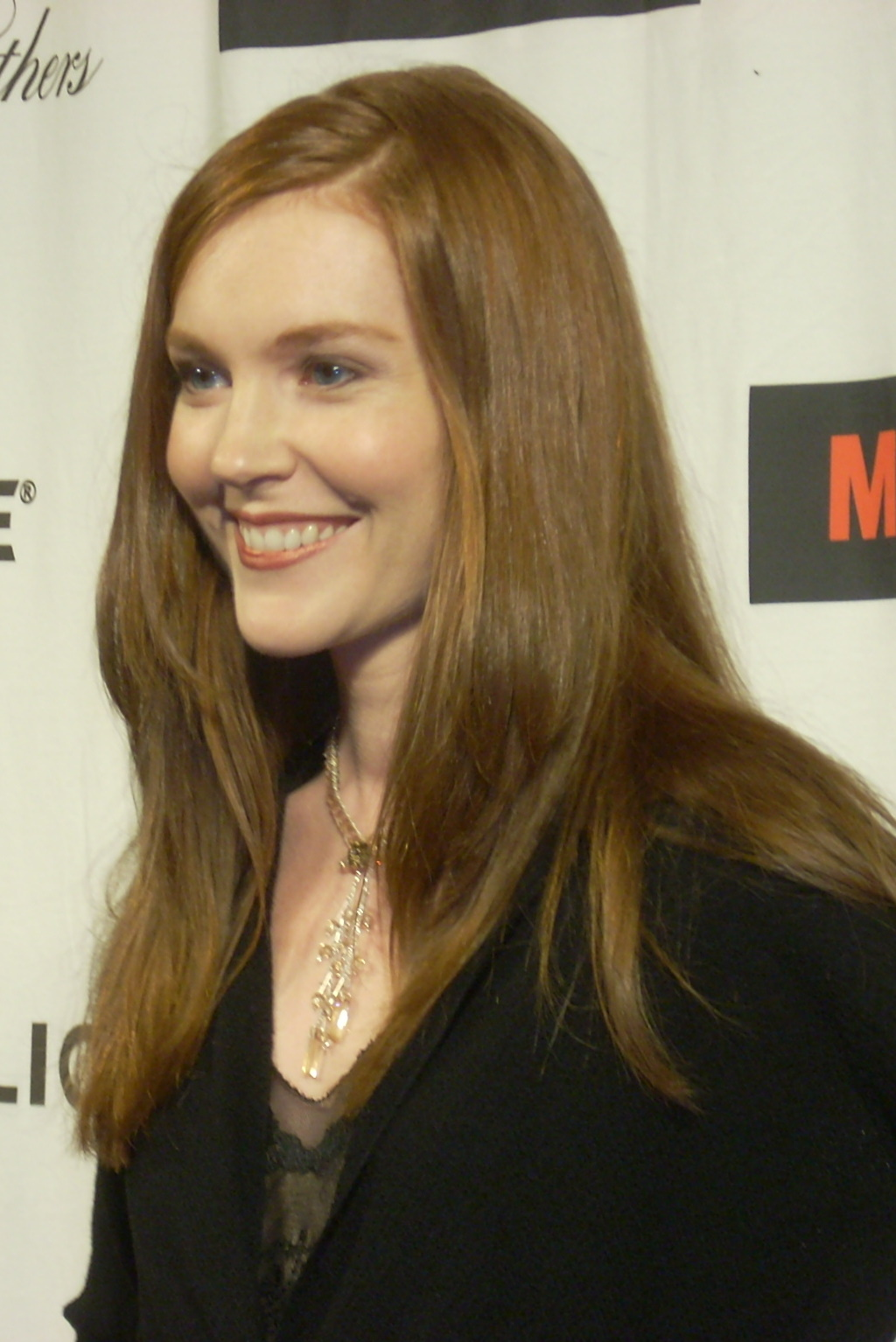
Darby Stanchfield interpreta Nina Locke.
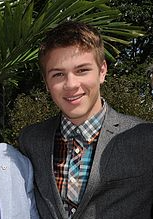
Connor Jessup interpreta Tyler Locke.
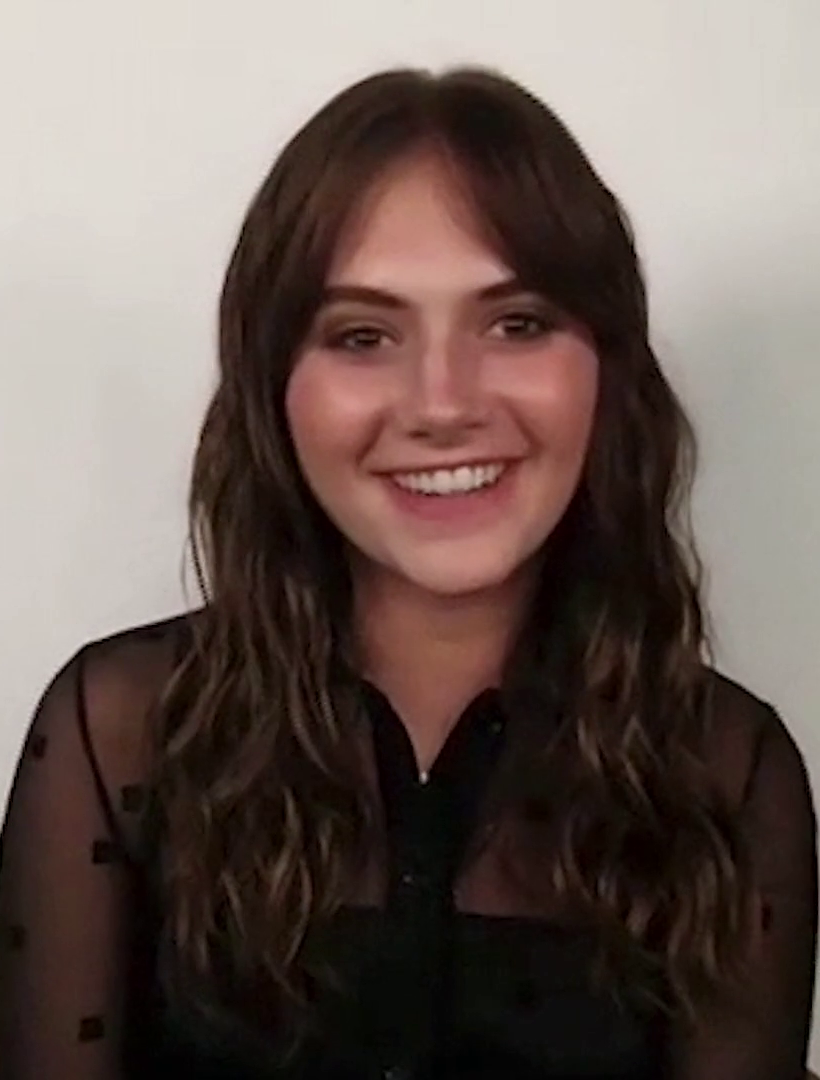
Emilia Jones interpreta Kinsey Locke.
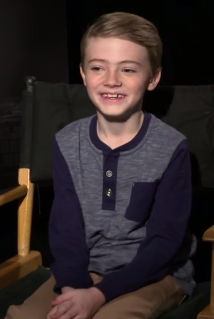
Jackson Robert Scott interpreta Bode Locke.
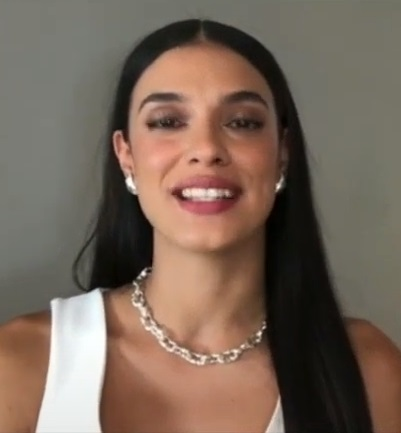
Laysla De Oliveira interpreta Dodge
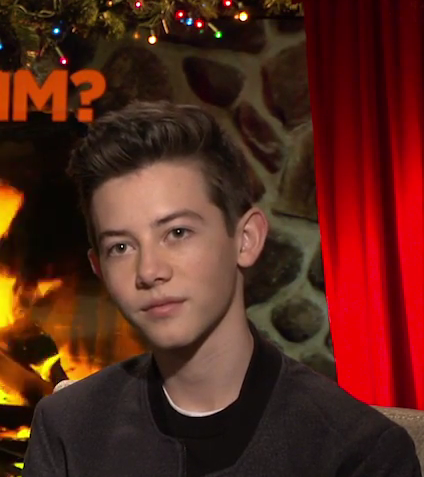
Griffin Gluck interpreta Gabe
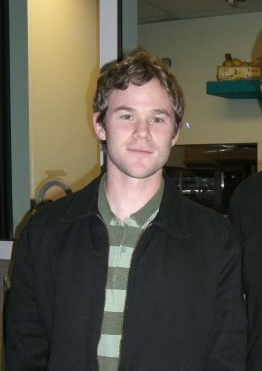
Aaron Ashmore interpreta Duncan Locke.
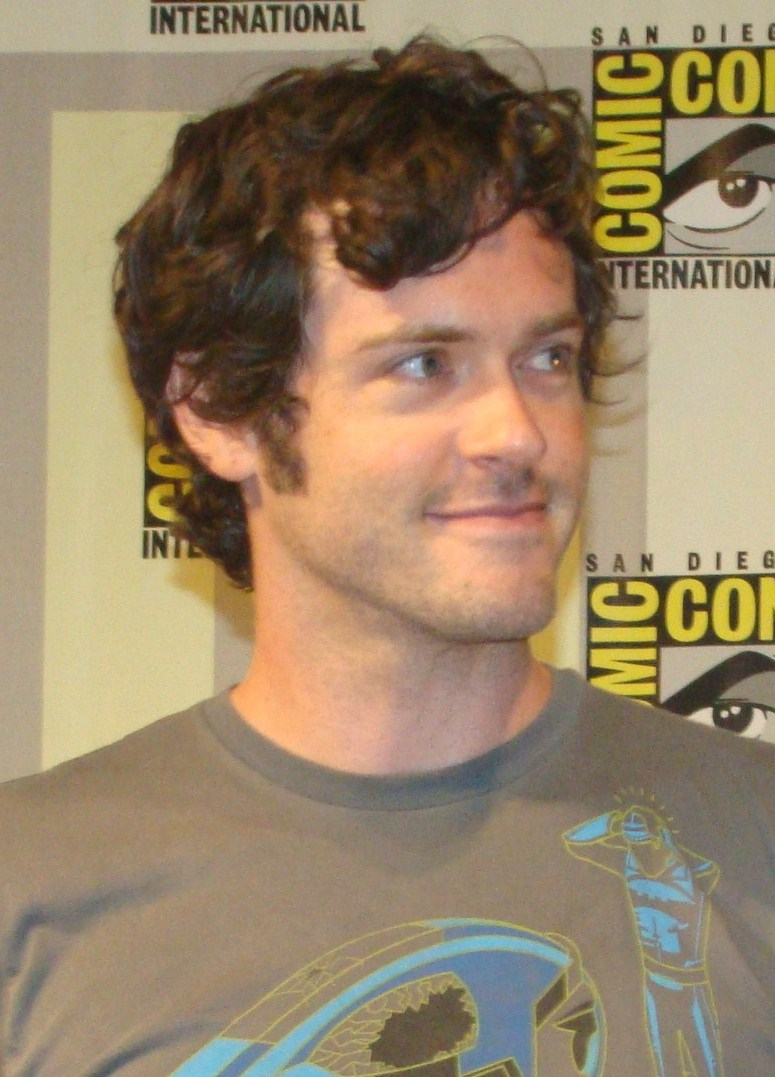
Brendan Hines interpreta Josh Bennett.
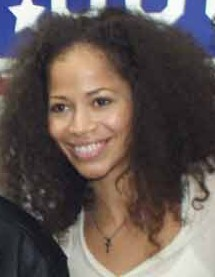
Sherri Saum interpreta Ellie Whedon.
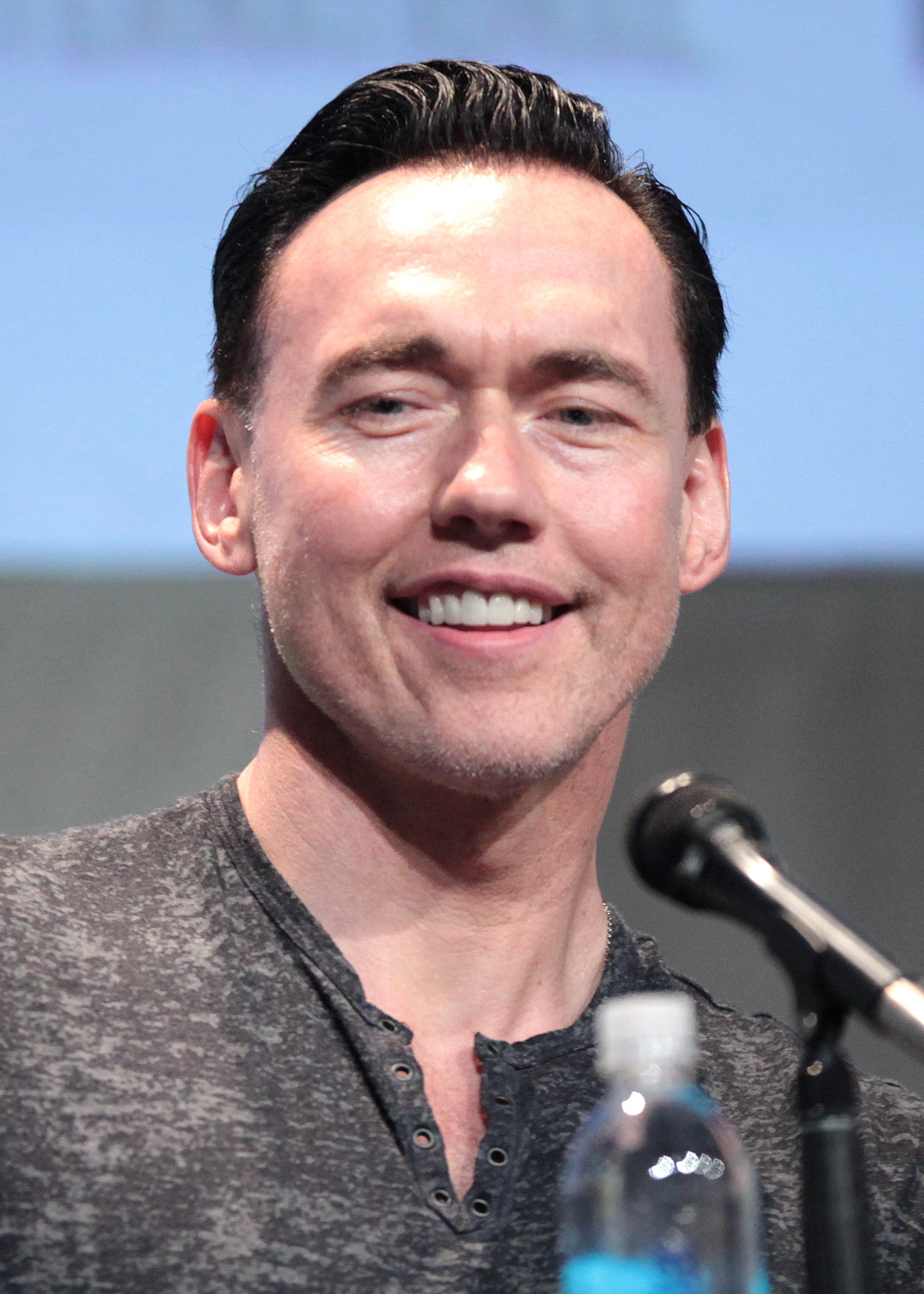
Kevin Durand interpreta Frederick Gideon.

### Personaggi ricorrenti
- Rendell Locke (stagione 1, guest star stagioni 2-3), interpretato da Bill Heck, doppiato da Riccardo Rossi.
Il padre della famiglia Locke e il marito defunto di Nina.
- Sam Lesser (stagioni 1, 3, guest star stagione 2), interpretato da Thomas Mitchell Barnet, doppiato da Gabriele Vender.
Lo studente che ha ucciso Rendell.
- Javi (stagioni 1-2), interpretato da Kevin Alves.
Un amico di Tyler che è nella squadra di hockey alla Matheson Academy.
- Jackie Veda (stagioni 1-2, guest star stagione 3), interpretata da Genevieve Kang.
Una ragazza per cui Tyler ha una cotta.
- Brinker Martin (stagioni 1-2), interpretato da Kolton Stewart.
Un amico di Javi.
- Zadie Wells (stagioni 1-3), interpretata da Asha Bromfield, doppiata da Lucrezia Marricchi.
Una degli amici di Scot.
- Doug Brazelle (stagioni 1-3), interpretato da Jesse Camacho.
Uno degli amici di Scot.
- Logan Calloway (stagione 1, guest star stagioni 2-3), interpretato da Eric Graise, doppiato da Matteo Costantini.
Uno studente della Matheson Academy.
- Lucas Caravaggio (stagione 1, guest star stagione 2), interpretato da Felix Mallard.
Il miglior amico di Rendell al liceo.
- Joe Ridgeway (stagione 1), interpretato da Steven Williams.
Il preside e l'insegnante di inglese di Tyler alla Matheson Academy.
- Erin Voss (stagione 2, guest star stagione 1), interpretata da Joy Tanner, doppiata da Mirta Pepe.
Amica d'adolescenza di Rendell.
- Jamie Bennett (stagioni 2-3), interpretata da Liyou Abere, doppiata da Sofia Fronzi.
Figlia di Josh e amica di Bode.

## Le chiavi
Come nei fumetti, in Locke & Key ci sono svariate chiavi che hanno diverse proprietà magiche, alcune di esse del tutto assenti nella graphic novel e pensate solo ed unicamente per la serie televisiva. Ecco un elenco delle chiavi secondo l’ordine di apparizione. 
Prima Stagione: 
- Chiave di Ognidove: questa chiave permette di raggiungere qualsiasi luogo, purché lo si conosca e lo si possa visualizzare nella mente;
- Chiave della prigione dell’Io: questa chiave, se usata su uno specchio, apre un portale verso una dimensione fatta di infiniti riflessi che imprigiona l’utilizzatore, rendendone impossibile la fuga. Si tratta di una chiave assente nel fumetto e presente solo nella serie;
- Chiave Apritesta: questa chiave, se inserita nella serratura sulla nuca, permette di accedere alla propria mente, metaforicamente rappresentata come un edificio, e quindi di modificare ricordi, pensieri ed emozioni. Seppur sia presente anche nel fumetto, il funzionamento della chiave è molto diverso nella serie, in quanto la mente è rappresentata sotto forma di uno specifico ambiente che rievoca la personalità dell’utilizzatore; nel fumetto, invece, la testa dell’utilizzatore si apre fisicamente, permettendo a chiunque di poterci guardare dentro e di manipolarne i ricordi;
- Chiave Fantasma: questa chiave permette di diventare un fantasma, separando l'anima di chiunque passi attraverso la rispettiva porta, e di vagare nella Key House, ma se la porta dovesse rimaner chiusa prima che l'anima rientri nel proprio corpo, si rischia di restare fantasmi per sempre;
- Chiave Fiammifero: questa chiave permette di scatenare delle fiamme se sfregata contro una superficie. Si tratta di una chiave assente nel fumetto e presente solo nella serie;
- Chiave del Carillon: questa chiave, se inserita nel rispettivo carillon, permette all’utilizzatore di controllare le azioni di chiunque mentre il carillon è attivo;
- Chiave Pianta: questa chiave, se inserita nel terreno, permette di evocare delle radici. Si tratta di una chiave assente nel fumetto e presente solo nella serie;
- Chiave Riparatrice: questa chiave, se inserita nella serratura di un armadietto magico, permette di riparare qualsiasi cosa, anche una persona ferita;
- Chiave Identità: questa chiave, se inserita nella serratura sotto la mandibola, consente di assumere le sembianze di una persona che non esiste. Nel fumetto questa chiave è del tutto assente ma sembra in realtà fondere l’abilità di due chiavi invece presenti, la Chiave Cambiasesso (che permette solo di cambiare il proprio genere conservando i propri tratti somatici) e la Chiave Cambiapelle (che consente di cambiare la propria pelle in quella di un’altra razza etnica);
- Chiave Eco: questa chiave consente di accedere alla casa del pozzo della Key House e di richiamare uno spirito dal mondo dei morti, che, tuttavia, non può lasciare il pozzo senza l’ausilio della Chiave di Ognidove;
- Chiave Omega: questa chiave (la prima ad essere stata forgiata), se inserita nella serratura della Porta Nera, permette di accedere al mondo dei demoni;
- Chiave delle Ombre: questa chiave, se inserita all’interno della Corona delle Ombre, consente di controllare le creature nascoste nell'ombra.

Seconda Stagione:
- Chiave Ercole: questa chiave, se inserita all’interno di un’apposita cintura, dona all’utilizzatore una forza straordinaria. A differenza della serie, nel fumetto la chiave non va inserita in una cintura ma in un collare e l’utilizzatore assume un aspetto visivamente più corpulento;
- Chiave del Piccolo Mondo: questa piccola chiave, se inserita nella porta di una ricostruzione in miniatura della Key House, permette di guardare all’interno della casa e di posizionarvi nuovi oggetti;
- Chiave della Memoria: questa chiave è stata forgiata da Duncan quando era ragazzino e, se inserita nella serratura all’altezza del cuore, permette di ricordare tutto ciò che è legato alle chiavi magiche, anche se si è adulti. Si tratta di una chiave assente nel fumetto e presente solo nella serie;
- Chiave Catena: questa chiave molto potente, se inserita all’interno di un lucchetto, sprigiona una catena che può intrappolare chiunque senza che possa liberarsi. Nel fumetto appare marginalmente e non viene mai utilizzata;
- Chiave Demone: questa chiave è stata forgiata da Duncan su ordine di Dodge e, se inserita nella serratura sulla schiena, permette di trasformare chiunque in un demone ma la persona trasformata può obbedire sia all’utilizzatore della chiave che al suo creatore. Si tratta di una chiave assente nel fumetto e presente solo nella serie;
- Chiave Alfa: questa chiave innesca l’effetto inverso della Chiave Demone, eliminando il parassita che si è legato all’anima della persona trasformata in demone;
- Chiave Angelo: questa chiave, se inserita nella serratura di un’imbracatura, permette di volare mediante due gigantesche ali angeliche.

Terza Stagione:
- Chiave Animale: questa chiave consente di trasformarsi in un animale specifico passando attraverso una piccola gattaiola. Nel fumetto, l’utilizzatore, per trasformarsi in un animale, deve attraversare una porta e non una gattaiola, come per la Chiave Fantasma;
- Chiave del Globo di Neve: questa chiave, se inserita all’interno di un globo di neve, consente di entrare al suo interno e di poterci intrappolare qualcosa estraendo la chiave dalla serratura. Si tratta di una chiave assente nel fumetto e presente solo nella serie;
- Chiave del Salto temporale: consente di effettuare brevi salti nel tempo, dalla durata di circa 5 minuti, e regolando i numeri presenti nell’orologio si può scegliere la propria destinazione. L’orologio è inoltre dotato di una clessidra, la cui sabbia comincia a scorrere quando qualcosa proveniente da una linea temporale passata raggiunge la linea temporale dell’utilizzatore, potendo fare ritorno nel suo tempo solo quando la sabbia finisce di scorrere. Così come la Chiave Apritesta, anche questa chiave presenta un funzionamento diverso nel fumetto: l’utilizzatore non può intervenire nella linea temporale prestabilita, ma è un semplice spettatore degli eventi che può limitarsi ad osservare senza modificarli o senza far si che qualcosa o qualcuno giunga nella sua linea temporale;
- Chiave Arlecchino: questa chiave permette di accedere ad uno scrigno magico che sarebbe altresì impenetrabile in qualsiasi modo. Nel fumetto funziona diversamente: il baule associato alla chiave può essere aperto con altre chiavi ma solo la Chiave Arlecchino consente di vedere con esattezza cosa vi è al suo interno;
- Chiave della Creazione: questa chiave molto potente permette di creare qualsiasi cosa semplicemente disegnandone il profilo su una qualsiasi superficie. Si tratta di una chiave assente nel fumetto e presente solo nella serie.

## Produzione
Locke & Key è stata originalmente sviluppata come serie televisiva da Fox durante la stagione televisiva 2010-11, con Josh Friedman che scriveva la sceneggiatura dell'episodio pilota. Alex Kurtzman e Bob Orci avevano preso il ruolo di produttori esecutivi per il primo episodio, con protagonisti Mark Pellegrino, Miranda Otto, Jesse McCartney, Sarah Bolger, Skylar Gaertner e Nick Stahl. All'episodio pilota non è stato dato un ordine di serie da Fox anche se è stato proiettato alla San Diego Comic-Con del 2011. Nel 2014, sempre alla Comic-Con di San Diego una trilogia di film è stata annunciata attraverso Universal Pictures.

### Sviluppo
Il 9 maggio 2016 è stato riportato che la IDW Entertainment stava sviluppando nuovamente una serie televisiva su Locke & Key. Lo scrittore Joe Hill avrebbe dovuto scrivere il pilota della produzione e servire come produttore esecutivo. Il progetto era stato sviluppato in collaborazione con Circle of Confusion, con l'intento di proporlo a reti via cavo e servizi streaming.
Il 20 aprile 2017 è stato annunciato che Hulu aveva dato alla produzione un ordine di pilota. La produzione era stata sviluppata da Carlton Cuse con Hill e sarebbe stata diretta da Scott Derrickson. Cuse avrebbe dovuto servire come showrunner potenziale della serie e produttore esecutivo a fianco di Hill, Derrickson, Lindsey Springer, Ted Adams e David Ozer. Il 14 luglio 2017 è stato annunciato che Andrés Muschietti avrebbe preso il posto di Derrickson come direttore dell'episodio pilota, dal momento che Derrickson era stato costretto a lasciare la produzione a causa di un conflitto di programmazione. Il 27 marzo 2018 è stato annunciato che la Hulu ha rifiutato di ordinare la serie.
Il 29 maggio 2018 è stato annunciato che la produzione era ai negoziati finali con Netflix per un ordine di serie. Netflix stava progettando di riqualificare la proprietà e scartare l'episodio pilota precedentemente ordinato da Hulu. A causa di conflitti di programmazione, Andrés Muschietti non avrebbe potuto dirigere il nuovo episodio pilota, ma avrebbe continuato a servire come produttore esecutivo al fianco di Hill, Cuse, Adams, Ozer e Barbara Muschietti. Il 25 luglio 2018 è stato annunciato che Netflix ha ufficialmente dato alla produzione un ordine di serie per una prima stagione di dieci episodi.

### Casting
Nell'agosto 2017 è stato annunciato che Frances O'Connor e Jackson Robert Scott sono stati scelti come ruoli principali nell'episodio pilota. Nel settembre 2017 è stato riportato che Megan Charpentier e Nate Corddry si sono uniti al cast principale del pilota, successivamente seguiti da Danny Glover e Owen Teague.
Oltre all'annuncio del trasferimento della produzione su Netflix, è stato annunciato che tutti i ruoli della serie sarebbero stati riscelti, con l'eccezione di Jackson Robert Scott con il ruolo di Bode Locke. Il 19 dicembre 2018 è stato annunciato che Connor Jessup e Emilia Jones sono stati scelti per sostituire rispettivamente Mulhern e Charpentier. Il gennaio 2019 è stato annunciato che Sherri Saum, Griffin Gluck, Steven Williams, Darby Stanchfield, Laysla De Oliveira e Kevin Alves si sono uniti al cast, con Gluck, Stanchfield e De Oliveira in ruoli principali e Williams e Alves in ruoli ricorrenti. Nel febbraio 2019 è stato riportato che Petrice Jones e Thomas Mitchell Barnet si sono uniti al cast principale e che Asha Bromfield e Felix Mallard sarebbero apparsi in ruoli ricorrenti.

### Riprese
Le riprese principali della prima stagione serie si sono svolte dall'11 febbraio al 5 luglio 2019 a Toronto e a Lunenburg, cittadina della Nuova Scozia.

### Rinnovi
Il 30 marzo 2020, la serie è stata rinnovata per la seconda stagione che è stata resa disponibile a partire dal 22 ottobre 2021. Il 18 dicembre 2020, la serie è stata rinnovata per la terza ed ultima stagione, uscita nel 2022.

## Distribuzione
Nel dicembre 2019 Netflix ha annunciato che la serie sarebbe stata rilasciata il 7 febbraio 2020. L'8 gennaio 2020 Netflix ha rilasciato il primo trailer. La seconda stagione è stata distribuita il 22 ottobre 2021. La terza stagione è stata pubblicata su Netflix il 10 agosto 2022.

## Accoglienza
Su Rotten Tomatoes la prima stagione della serie ha ottenuto un punteggio di approvazione del 66% basato su 61 recensioni, con un punteggio medio di 6,58 su 10. Metacritic assegna alla stagione un punteggio di 61 su 100 basato su 22 recensioni, indicando "recensioni generalmente favorevoli".